# دولنی برژانی
دولنی برژانی (به چکی: Dolní Břežany) یک منطقهٔ مسکونی در جمهوری چک است که در ناحیه پراگ-غرب واقع شده‌است. دولنی برژانی ۱۰٫۶۶ کیلومتر مربع مساحت و ۳٬۱۳۹ نفر جمعیت دارد و ۳۵۵ متر بالاتر از سطح دریا واقع شده‌است.